# Ctenichneumon gracilior
Ctenichneumon gracilior är en stekelart som beskrevs av Heinrich 1961. Ctenichneumon gracilior ingår i släktet Ctenichneumon och familjen brokparasitsteklar. Inga underarter finns listade i Catalogue of Life.